# Dumper

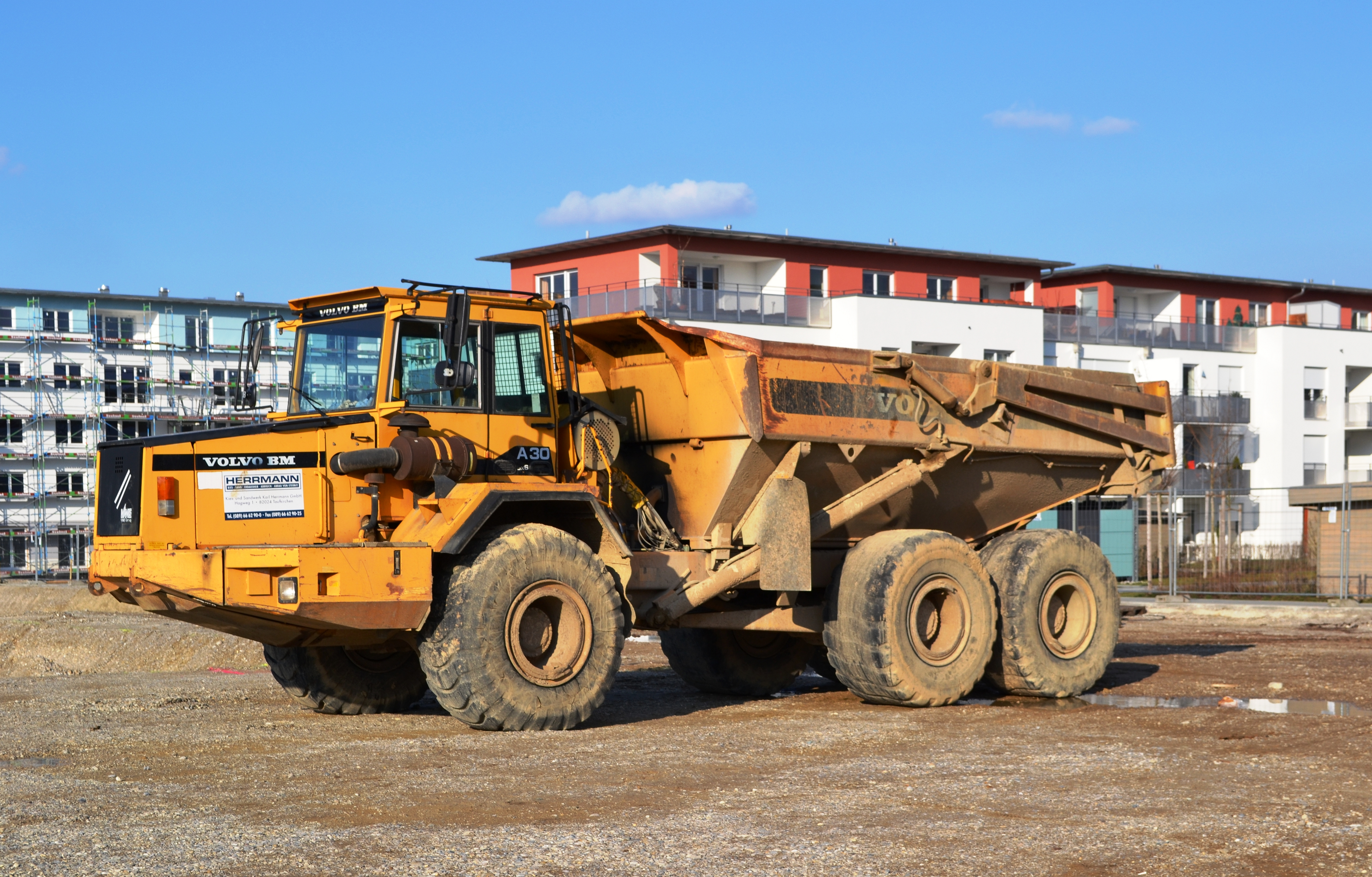
Dumper, här en BM-Volvo A30.

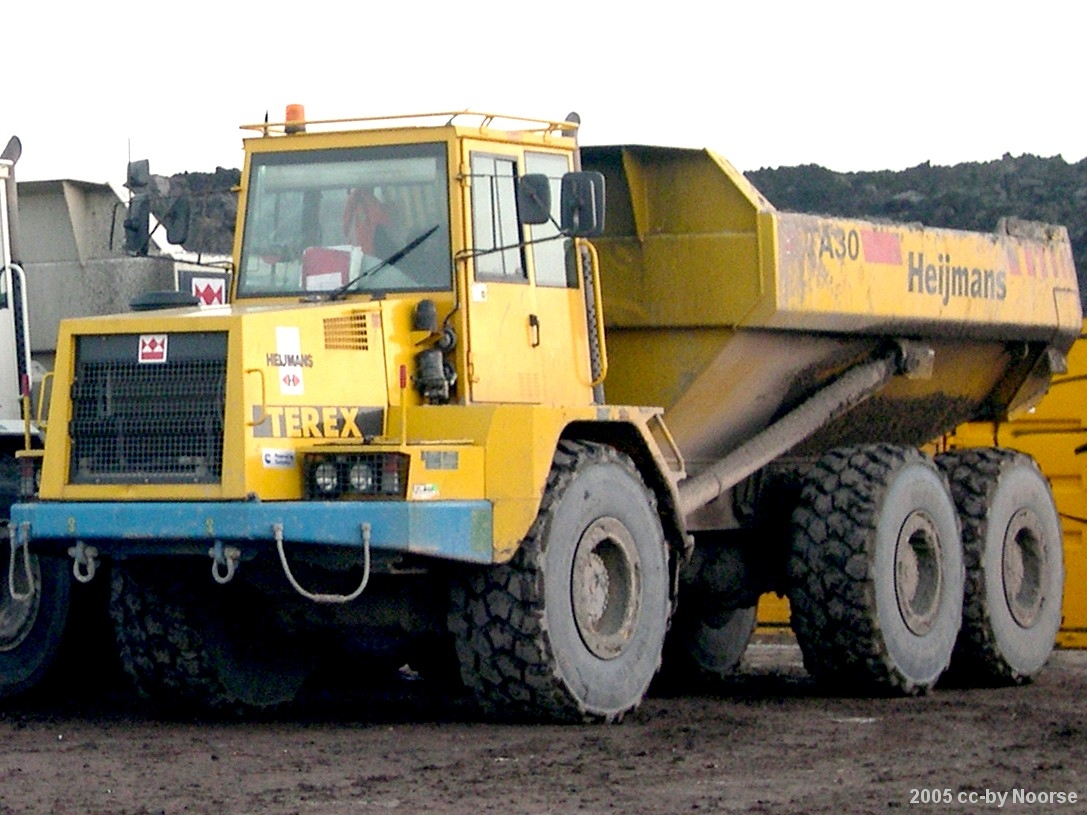
En modern dumper har oftast sexhjulsdrift

En dumper är en anläggningsbil med tippbart lastflak. Det är avsett för transport av massor över svår terräng och används ofta i samband med större markarbeten. Moderna dumprar är utrustade med allhjulsdrift.
Lihnells vagnsfabrik, Livab, (senare Volvo) lanserade den första ramstyrda dumpern 1966. Den hade en modifierad traktor som framdel och en enaxlig vagn med drivning. 1968 kom den första 6-hjuliga dumpern.

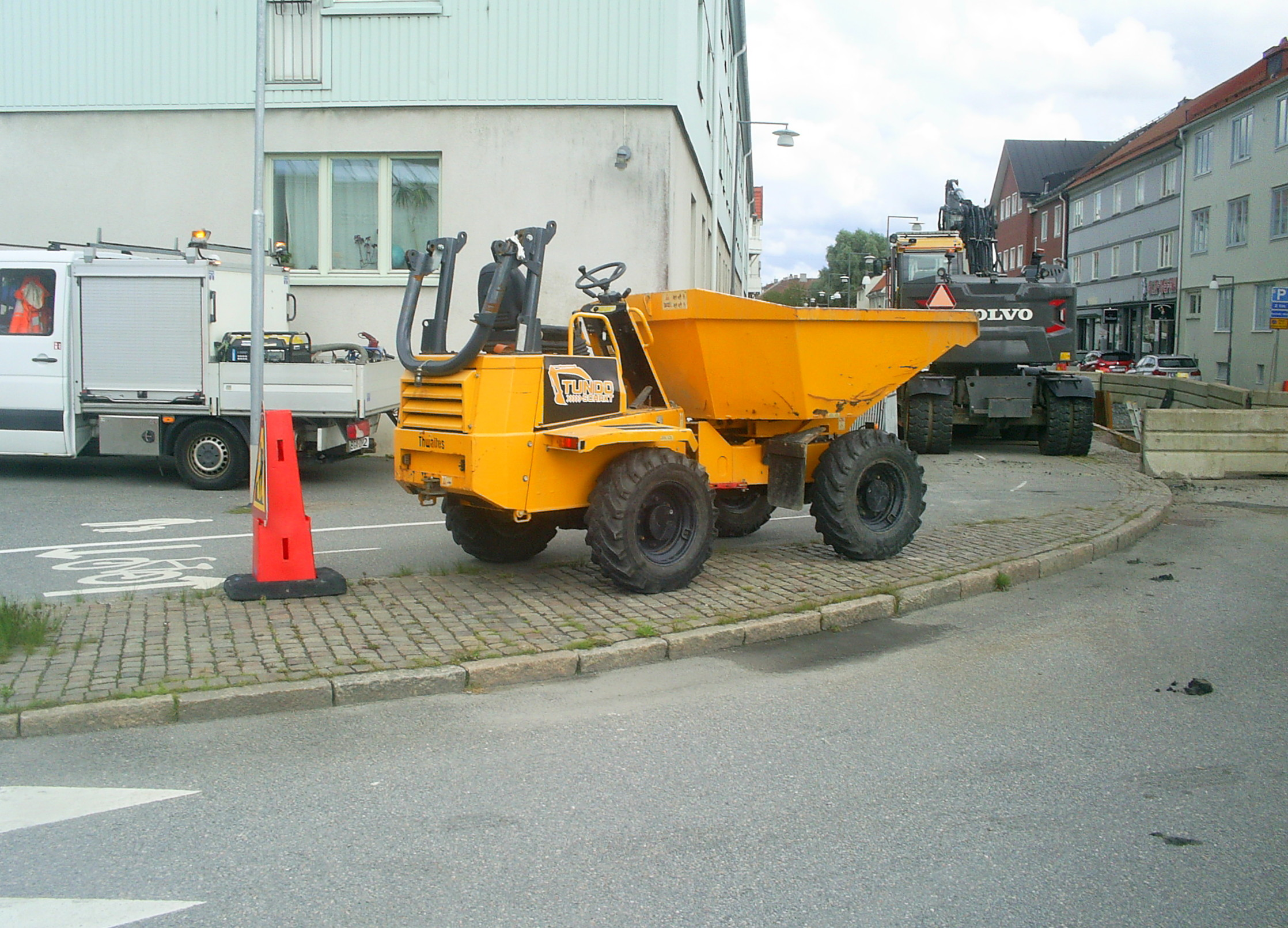
Mindre dumper.

## Exempel på tillverkare
- Livab
- Volvo Construction Equipment
- Caterpillar
- Liebherr
- Hydrema
- Bell Equipment
- Nordverk
- Kockum Landsverk
- Moxy Engineering
- Komatsu